# Șișterea, Bihor
Șișterea este un sat în comuna Cetariu din județul Bihor, Crișana, România.

## Monumente
- Biserica reformată din Șișterea, monument din secolul al XIII-lea